# Oslo, 31 augusti
Oslo, 31 augusti (norska: Oslo, 31. august) är en norsk spelfilm som hade premiär den 31 augusti 2011. Filmen är regisserad av Joachim Trier, och huvudrollen spelas av Anders Danielsen Lie.

## Handling
Anders är 34 år och en nyligen rehabiliterad heroinist som bor på det behandlingshem han snart ska skrivas ut från. Framtiden ser ljus ut och han är intelligent, omtyckt av vännerna, ser bra ut och kommer från en akademisk bakgrund. 
När han blir kallad till en anställningsintervju hos en tidning i Oslo får han permission under ett dygn. Det blir ett omvälvande dygn för Anders, men även för de vänner han bestämmer sig för att söka upp efter alla år. Frågan är om det går att bli fri ifrån sitt mörka förflutna och börja om på nytt när skulden är allt man har kvar. 

## Tillkomst
Filmen bygger på romanen Tag mitt liv av Pierre Drieu la Rochelle. Romanen hade tidigare filmatiserats av Louis Malle som Tag mitt liv från 1963.

## Kritik och mottagande

### Norge
Filmen fick i allmänhet god kritik i norsk press. I april 2012 tilldelades den Filmkritikerpriset. I motiveringen från juryn hette det att "De röstberättigade var denna gång i stort sett enhälliga. Det är en film som verkligen skiljer ut sig och placerar sig i en klass för sig själv." Vidare skrev juryn att "Filmen berättar en dämpad, men våldsam historia om att vara fångad av egna förväntningar, genom en persons mörka blick. Det är rörande och upprörande, men aldrig sentimentalt." De kallade dessutom filmen en kärleksförklaring till staden Oslo, "så som vi känner den, men ofta inte presenterar den".
Flera filmrecensenter reagerade på att filmen inte blev nominerad till Amandaprisen 2012 för "bästa norska biofilm". NRK:s filmrecensent Birger Vestmo kallade det "nästan en skandal", medan Aftenpostens recensent Kjetil Lismoen kallade det "ett skandalöst utelämnande".
- Dagbladet: Bevegende bysommer,
- NRK Filmpolitiet: Forventningene var store – og ble innfridd!,
- Aftenposten, Et svært sterkt skuespillerløft,

Filmen hade ett samlat besöksantal på norska biografer på 65 925.

### Internationellt
Filmen fick också uppmärksamhet internationellt. Den hade sin världspremiär i det prestigefyllda programmet Un certain regard i maj 2011 på filmfestivalen i Cannes, och vann "bronshästen" som bästa film på Stockholms filmfestival 2011. Filmen valdes dessutom att visas på Sundance filmfestival i januari 2012. 2013 nominerades filmen till Césarpriset i Frankrike för bästa utländska film.